# Geografia do varejo
Geografia do varejo, é o estudo de onde colocar lojas de varejo com base na localização de seus clientes. O uso da geografia do varejo cresceu significativamente na última década como resultado do uso de sistemas de informação geográfica (SIG). Surgiu pela primeira vez nos Estados Unidos na década de 1960. Na década de 1990, a "nova geografia do varejo" surgiu.

## Conceito
A geografia do varejo teve sua origem nos anos 1960 com Brian Berry e seus alunos na Universidade de Chicago, utilizando conceitos da ciência espacial. Inicialmente centrada em equações e análises espaciais, a disciplina declinou com o tempo, mas ressurgiu recentemente com uma abordagem mais atrativa. No início do século XX, gigantes do varejo como Sears Roebuck e Woolworth existiam, mas não acompanharam as tendências do crescimento exponencial do varejo corporativo e da globalização no final do século. Exemplos notáveis incluem o Walmart, que em 40 anos se tornou a maior corporação global em receita, e outros varejistas como Carrefour e Ahold, que também se internacionalizaram. O surgimento das grandes lojas, localizadas nos subúrbios e transformando a paisagem econômica, foi influenciado por fatores como aluguel barato, estacionamento e acessibilidade às rodovias.
A mudança cultural no significado e identidade também impactou o varejo, com o consumo sendo visto como uma expressão de identidade. A nova geografia do consumo mostra que fazer compras vai além da aquisição de bens, sendo uma participação no desempenho cultural mais amplo de afirmar a identidade social. Além disso, os estudos geográficos econômicos destacam a "geografia moral do consumo", examinando as condições de produção, como locais de trabalho e impactos ambientais. Ao desfetichizar os bens de consumo e analisar a cadeia de mercadorias, os geógrafos econômicos revelam a origem geográfica dos produtos, destacando as condições morais de produção em diferentes partes do mundo, como plantações na Jamaica, viveiros no Quênia e florestas na Colúmbia Britânica.
A "Nova geografia do varejo" emergiu nos anos 1990 como uma subdisciplina reconstruída e teoricamente envolvente da geografia do varejo. Essa abordagem incorporou tanto os aspectos econômicos quanto as dimensões culturais do varejo, explorando temas essenciais como concentração varejista, reestruturação corporativa, regulamentação, redes de fornecimento de varejo, mudanças espaciais no capital de varejo e geografias virtuais do capital de varejo. Durante o último quarto do século XX, as indústrias varejistas consolidaram-se, dando origem a grandes corporações com presença global. Esse fenômeno coincidiu com mudanças significativas no equilíbrio de poder entre fabricantes/fornecedores e varejistas, com as empresas varejistas assumindo um papel proeminente em redes de abastecimento nacionais e globais orientadas para o comprador.
Os geógrafos desempenharam um papel crucial na compreensão das consequências desses desenvolvimentos. Suas contribuições incluíram a análise das geografias da reestruturação empresarial na indústria, a conceptualização da regulamentação do varejo, as relações varejista-fornecedor e as formas de coordenação e governança nas redes globais de fornecimento voltadas para o comprador. Além disso, eles exploraram a mudança espacial do capital de varejo e avaliaram os impactos do comércio eletrônico nos canais, espaços e práticas de consumo tradicionais no varejo.